# West Kilbride
West Kilbride (gael. Cille Bhrìghde an Iar) – miasto w południowo-zachodniej Szkocji, w hrabstwie North Ayrshire, położone nad zatoką Firth of Clyde.